# U Strejčkova lomu
U Strejčkova lomu este o arie protejată (arie specială de conservare — SAC, sit de importanță comunitară — SCI) din Republica Cehă întinsă pe o suprafață de 3,44 ha, integral pe uscat.

## Localizare
Centrul sitului U Strejčkova lomu este situat la coordonatele 49°31′24″N 17°19′33″E / 49.523333°N 17.325833°E.

## Înființare
Situl U Strejčkova lomu a fost declarat sit de importanță comunitară în aprilie 2005 pentru a proteja 1 specie de plante. Situl a fost protejat și ca arie specială de conservare în decembrie 2013.

## Biodiversitate
Situată în ecoregiunea continentală, aria protejată nu include niciun habitat protejat.
La baza desemnării sitului se află o specie protejată de  plante: sisinei (Pulsatilla grandis).